# Bośnia i Hercegowina na Mistrzostwach Świata w Lekkoatletyce 2022
Bośnia i Hercegowina na Mistrzostwach Świata w Lekkoatletyce 2022 – reprezentacja Bośni i Hercegowiny podczas mistrzostw świata w Eugene liczyła jednego zawodnika zawodnika.

## Skład reprezentacji

### Mężczyźni
| Zawodnik           | Konkurencja   | Eliminacje | Eliminacje | Półfinał | Półfinał | Finał | Finał   | Źródło |
| Zawodnik           | Konkurencja   | Wynik      | Pozycja    | Wynik    | Pozycja  | Wynik | Pozycja | Źródło |
| ------------------ | ------------- | ---------- | ---------- | -------- | -------- | ----- | ------- | ------ |
| Abedin Mujezinović | bieg na 800 m | 01:46.26   | 18.        | NQ       | NQ       | NQ    | NQ      | [ 1 ]  |